# Шропшир
Шропшир (англ. Shropshire), ранее Салоп (англ. Salop) — церемониальное графство и унитарная единица (как часть) на западе Англии. Входит в состав региона Западный Мидленд. Столица — Шрусбери, крупнейший город — Телфорд.

## География
Церемониальное графство Шропшир занимает территорию 3487 км² (13-е место) и граничит на западе с Уэльсом, на севере с церемониальным графством Чешир, на востоке с церемониальным графством Стаффордшир, на юго-востоке с церемониальным графством Вустершир, на юге с церемониальным графством Херефордшир.
Церемониальное графство Шропшир состоит из политически независимых друг от друга унитарных единиц Шропшир и Телфорд-энд-Рикин.
Унитарная единица Шропшир занимает территорию 3197 км² (14-е место) и её границы почти полностью совпадают с границами церемониального графства, за исключением того, что на северо-востоке унитарная единица Шропшир граничит с унитарной единицей Телфорд-энд-Рикин.
Судоходной рекой Северн графство делится на две части: северную, равнинную, возделанную под пашни, и южную, холмистую, более пригодную для скотоводства.
В южной части проходят горные цепи Лонг-Минд (617 м, англ.) и Кли-Гильс (550 м, англ.). В центре графства гора Врекин (377 м, англ.).

## Демография
На территории церемониального графства Шропшир проживает 449 тыс. человек (42-е место среди неметропольных графств; данные 2004 г.), при средней плотности населения 129 чел./км².
Население 240 тыс. человек по данным ЭСБЕ (конец 19 — начало 20 вв.).
На территории унитарной единицы Шропшир по данным 2001 года проживает 283 173 человек, при средней плотности населения 89 чел./км².

## Административное деление
В составе графства до 2009 года было выделено 5 административных районов и одна унитарная единица.
|  | 1. Северный Шропшир (район неметропольного графства) 2. Освестри (район неметропольного графства) 3. Шрусбери и Этчем(район неметропольного графства) 4. Южный Шропшир (район неметропольного графства) 5. Бриджнорт (район неметропольного графства) 6. Телфорд-энд-Рикин (унитарный) |

После реформы 2009 года, 5 административных районов неметропольного графства преобразованы в унитарную единицу Шропшир. Таким образом в настоящее время церемониальное графство Шропшир включает в себя две унитарные единицы, а неметропольное графство было упразднено.
|  | 1. Шропшир (унитарный) 2. Телфорд-энд-Рикин (унитарный) |

## Политика
Церемониальное графство Шропшир не имеет единого органа муниципальной власти. Власть поделена между независимыми друг от друга советами унитарных единиц Шропшир и Телфорд-энд-Рикин.
Совет унитарной единицы Шропшир состоит из 74 депутатов, избранных в 63 округах. В результате последних выборов 52 места в совете занимают консерваторы.

## Спорт
В городе Шрусбери, столице Шропшира, базируется профессиональный футбольный клуб «Шрусбери Таун», выступающий во Второй Футбольной Лиге. «Шрусбери Таун» принимает соперников на стадионе Нью Мидоу (9 тыс. зрителей).